# Deh-e Sheykhān
Deh-e Sheykhān (persiska: ده شیخان) är en ort i Iran.   Den ligger i provinsen Lorestan, i den nordvästra delen av landet, 300 km sydväst om huvudstaden Teheran. Deh-e Sheykhān ligger 1 669 meter över havet och antalet invånare är 386.
Terrängen runt Deh-e Sheykhān är kuperad åt nordost, men åt sydväst är den platt. Runt Deh-e Sheykhān är det ganska tätbefolkat, med 207 invånare per kvadratkilometer. Närmaste större samhälle är Borujerd, 11,4 km nordväst om Deh-e Sheykhān. Trakten runt Deh-e Sheykhān består i huvudsak av gräsmarker.